# آن هنینگ
آن هنینگ (انگلیسی: Anne Henning؛ زادهٔ ۶ سپتامبر ۱۹۵۵) اسکیت‌باز سرعت اهل ایالات متحده آمریکا بود.
وی در مسابقات کشوری و بین‌المللی در مجموع برندهٔ ۱ مدال طلا، ۱ مدال نقره، ۱ مدال برنز شده‌است.